# Shin Se-kyung
Shin Se-kyung (Hangul: 신세경), es una actriz, modelo y cantante surcoreana.

## Biografía
Se graduó del "Shinmok Highschool", después entró a la Universidad Chung-Ang.
Es buena amiga de la cantante BoA.
En octubre del 2010 comenzó a salir con el cantante Jonghyun, sin embargo la pareja terminó en junio del 2011.

## Carrera
Fue miembro de la agencia Namoo Actors de 1998 hasta mayo de 2021, luego de que se anunciara que dejaría la agencia después de 19 años.
Ha aparecido en sesiones fotográficas para "1st Look" modelando joyería de Rosemont, "Singles", "Cosmopolitan", "Allure", "In Style", "Black Yak", "Nylon", "Beauty+", "Hallyu", "Harper’s Bazaar", "Marie Claire", "GUESS", "ELLE", "ESSENTIEL" "Grazia", entre otros...
En 2011, después de dos años en los que interrumpió su carrera como actriz para seguir su vida como estudiante de secundaria, volvió al cine protagonizando junto a Song Kang-ho la película Hindsight, donde interpretó a una joven atleta de tiro nacional que se convierte en una asesina.
Ese mismo año apareció por primera vez como invitada en los episodios 57-58 del exitoso programa de televisión surcoreano Running Man (también conocida como "Leonning maen") donde formó equipo con Lee Kwang-soo y Yoo Jae-suk, en el 2012 apareció de nuevo ahora formando equipo con Gary y Ha-ha en el episodio 103 y finalmente en el 2015 apareció por tercera vez formando equipo con Gary y posteriormente con Song Ji-hyo, Park Ye-jin y Yoon Jin-seo durante el episodio n.º 241.
En enero del 2014 se convirtió en embajadora honoraria para la UNESCO.
Ese mismo año se unió al elenco principal de la serie Blade Man donde dio vida a Son Se-dong.
En 2015 se unió al elenco principal de la serie Six Flying Dragons donde dio vida a Boon-yi. La actriz Lee Re interpretó a Boon-yi de joven.
Ese mismo año se unió al elenco de la serie The Girl Who Sees Smells donde dio vida a Oh Cho-rim, una joven tiene la habilidad de ver los olores como patrones en el aire. Después de ser testigo del asesinato de sus padres, Cho-rim se une al detective Detective Choi Moo-gak (Park Yoo-chun) para resolver una serie de asesinatos realizados por el asesino en serie conocido como "Barcode" (el asesino del código de barras).
En marzo del 2016 fue elegida como modelo para "Atopalm", mientras que en abril del mismo año se anunció que había sido elegida como modelo de "Black Yak".
En el 2017 se unió al elenco principal de la serie The Bride of Habaek (también conocida como "Habaekui Shinboo") donde interpretó a la psiquiatra Yoon So-ah, hasta el final de la serie el 22 de agosto del mismo año.
Debido al 25 aniversario de Seo Taiji, Se-kyung recreó la imagen en la que apareció en 1998 cuando tenía 8 años para el álbum de Taiji.
El 17 de julio del 2019 se unió al elenco principal de la serie Goo Hae-ryung, la historiadora novata, donde dio vida a Goo Hae-ryung, una historiadora interna que crea su propio destino en Joseon donde las ideas de la Confusión están profundamente arraigadas, hasta el final de la serie el 26 de septiembre del mismo año.
El 28 de octubre de 2021 se estrenó un documental, titulado Another Record y centrado en la figura de la actriz. El director Kim Jong-kwan lo presentó lo así: «Se siente como si hubiera filmado otra película. El límite entre el documental y la película se ha roto. Se trata de Shin Se-kyung conociendo a extraños y contando su propia historia, revelando sus valores».
En abril de 2022, se anunció que estaba en pláticas para unirse al elenco de la segunda temporada de la serie Arthdal Chronicles, de aceptar podría dar vida a la versión adulta de Tan-ya. La actriz Kim Ji-won dio vida a Tan-ya durante la primera temporada.

## Filmografía

### Series de televisión
| Año     | Título                                 | Personaje                       | Notas        | Ref.          |
| ------- | -------------------------------------- | ------------------------------- | ------------ | ------------- |
| 2004    | The Land                               | Choi Seo-hee (de joven)         | -            |               |
| 2009    | Queen Seondeok                         | Princesa Cheonmyeong (de joven) | 6 episodios  |               |
| 2009    | High Kick Through The Roof             | Shin Se-kyung                   | -            |               |
| 2011    | Deep Rooted Tree                       | So-yi / Dam                     | -            |               |
| 2012    | High Kick: Revenge of the Short Legged | Shin Se-kyung                   | Episodio 75  |               |
| 2012    | My Husband Got a Family                | Shin Se-kyung                   | Episodio 49  |               |
| 2012    | Fashion King                           | Lee Ga-young                    | -            |               |
| 2013    | When a Man Falls in Love               | Seo Mi-do                       | 20 episodios |               |
| 2014    | Blade Man                              | Son Se-dong                     | 18 episodios |               |
| 2015    | The Girl Who Sees Smells               | Oh Cho-rim / Choi Eun-seol      | 16 episodios |               |
| 2015-16 | Six Flying Dragons                     | Boon-yi                         | 46 episodios |               |
| 2017    | The Bride of Habaek                    | Dra. Yoon So-ah                 | 16 episodios |               |
| 2017-18 | Black Knight: The Man Who Guards Me    | Jung Hae-ra / Boon-yi           | 20 episodios |               |
| 2019    | Koo Hae-ryung, la historiadora novata  | Koo Hae-ryung / Seo Hee-yeon    | 20 episodios | [ 41 ]        |
| 2020-21 | Run On o El Amor es la Meta            | Oh Mi-joo                       | 16 episodios |               |
| 2024    | Cautivar a un rey                      | Kang Hee-soo/Kang Mong-woo      | 16 episodios | [ 42 ] [ 43 ] |

### Películas
| Año  | Título                 | Personaje     | Notas                                                                                                  |
| ---- | ---------------------- | ------------- | --- |
| 2004 | My Little Bride        | Hye-won       | |
| 2006 | Cinderella             | Hyeon-su      | |
| 2009 | Five Senses of Eros    | Shin Su-jeong | segmento "Believe in the Moment"                                                                       |
| 2010 | Acoustic               | Se-kyung      | segmento "Broccoli"                                                                                    |
| 2011 | Hindsight              | Jo Se-bin     | junto a Song Kang-ho, Chun Jung-myung, Lee Jong-hyuk, Esom, Oh Dal-su, Youn Yuh-jung y Jang Young-nam. |
| 2012 | R2B: Return to Base    | Yoo Se-young  | |
| 2014 | Tazza: The Hidden Card | Heo Mi-na     | junto a T.O.P, Lee Ha-nui, Yoo Hae-jin, Kim Yoon-seok, Lee Geung-young y Kwak Do-won                   |
| 2017 | The Preparation        | Kyeong-ran    | participación especial                                                                                 |

### Documentales
| Año  | Título         | Hangul        | Notas                         | Ref.          |
| ---- | -------------- | ------------- | ----------------------------- | ------------- |
| 2021 | Another Record | 어나더 레코드 | Shin Se-kyung como ella misma | [ 44 ] [ 45 ] |

### Videos musicales
| Año  | Artista              | Canción              | Notas                        |
| ---- | -------------------- | -------------------- | ---------------------------- |
| 1999 | 1999 Dae Han Min Guk | "MCMXCIX"            | apareció en el video musical |
| 2010 | BlueBrand            | "Don't Say Anything" | apareció en el video musical |
| 2017 | Younha (Seo Taiji)   | "Take Five"          | apareció en el video musical |

### Programas de variedades
| Año              | Programa                | Notas                                      |
| ---------------- | ----------------------- | ------------------------------------------ |
| 2010             | I'm Real: Shin Se-kyung | -                                          |
| 2011             | Infinite Challenge      | episodios #269-270 - invitada              |
| 2011, 2012, 2015 | Running Man             | 4 episodios (#57-58, 103 y 241) - invitada |
| 2014             | 2 Days & 1 Night        | episodio #358 - invitada                   |
| 2015             | My Little Television    | episodio #15 - invitada                    |

### Anuncios
| Año  | Título                   | Notas                                  |
| ---- | ------------------------ | -------------------------------------- |
| 2009 | LG (teléfonos celulares) | apareció en los anuncios junto a T.O.P |

## Premios y nominaciones
| Año  | Premio                                            | Categoría                                                         | Trabajo                                     | Resultado |
| ---- | ------------------------------------------------- | ----------------------------------------------------------------- | ------------------------------------------- | --------- |
| 2008 | MBC Entertainment Award                           | Best New Actress in a Sitcom/Comedy                               | High Kick Through The Roof                  | Ganadora  |
| 2008 | MBC Entertainment Award                           | Best Couple Award in a Comedy/Sitcom (junto a Yoon Shi-yoon)      | High Kick Through The Roof                  | Ganadores |
| 2010 | 4th Mnet 20's Choice Award                        | 20's Most Influential Star                                        | —                                           | Ganadora  |
| 2010 | 46th Baeksang Arts Award                          | Best New Actress (TV)                                             | High Kick Through The Roof                  | Nominada  |
| 2011 | 15th Puchon International Fantastic Film Festival | Fantasia Award                                                    | High Kick Through The Roof                  | Ganadora  |
| 2011 | SBS Drama Award                                   | Excellence Award, Actress in a Drama Special                      | Deep Rooted Tree                            | Ganadora  |
| 2011 | 12th Korea Visual Arts Festival                   | Photogenic Award, TV category                                     | Deep Rooted Tree                            | Ganadora  |
| 2011 | 32nd Blue Dragon Film Award                       | Best New Actress                                                  | Hindsight                                   | Nominada  |
| 2011 | 48th Grand Bell Award                             | Best New Actress                                                  | Hindsight                                   | Nominada  |
| 2011 | 4th Style Icon Award                              | New Icon Award                                                    | —                                           | Ganadora  |
| 2012 | SBS Drama Award                                   | Top Excellence Award, Actress in a Miniseries                     | Fashion King                                | Nominada  |
| 2012 | 5th Korea Drama Award                             | Top Excellence Award, Actress                                     | Fashion King                                | Nominada  |
| 2012 | 7th Seoul International Drama Award               | Outstanding Korean Actress                                        | Deep Rooted Tree                            | Nominada  |
| 2012 | 6th Mnet 20's Choice Award                        | 20's Female Drama Star                                            | Deep Rooted Tree                            | Nominada  |
| 2013 | MBC Drama Award                                   | Excellence Award, Actress in a Miniseries                         | When a Man Falls in Love                    | Ganadora  |
| 2014 | 4th APAN Star Award                               | Excellence Award, Actress in a Miniseries                         | The Girl Who Sees Smells                    | Nominada  |
| 2014 | KBS Drama Award                                   | Excellence Award, Actress in a Miniseries                         | Blade Man                                   | Nominada  |
| 2014 | 35th Blue Dragon Film Award                       | Popular Star Award                                                | Tazza: The Hidden Card                      | Ganadora  |
| 2014 | 23rd SBS Drama Award                              | Top 10 Stars, Excellence Award, Actress in a Series Drama         | Six Flying Dragons The Girl Who Sees Smells | Ganadora  |
| 2015 | 23rd SBS Drama Award                              | Best Couple Award                                                 | Six Flying Dragons                          | Nominada  |
| 2015 | 23rd SBS Drama Award                              | Netizen Popularity Award (junto a Yoo Ah-in)                      | Six Flying Dragons                          | Ganadores |
| 2015 | 23rd SBS Drama Award                              | Top 10 Stars                                                      | Six Flying Dragons                          | Ganadora  |
| 2015 | 23rd SBS Drama Award                              | Excellence Award, Actress in a Serial Drama                       | Six Flying Dragons                          | Ganadora  |
| 2016 | 52nd Baeksang Arts Award                          | Most Popular Actress (TV)                                         | Six Flying Dragons                          | Nominada  |
| 2016 | 5th APAN Star Award                               | Top Excellence in a Serial Drama                                  | Six Flying Dragons                          | Nominada  |
| 2019 | 2019 MBC Drama Award                              | Top Excellence Award for an Actress in a Wednesday-Thursday Drama | Goo Hae-ryung, la historiadora novata       | Ganadora  |
| 2019 | 2019 MBC Drama Award                              | Best 1 Minute Couple (junto a Cha Eun-woo)                        | Goo Hae-ryung, la historiadora novata       | Ganadores |
| 2019 | Brand of the Year Award                           | Celebrity YouTuber                                                | —                                           | Ganadora  |